# Niels Ebbesens Gård
Niels Ebbesens Gård eller Rådmand Jens Jensens Gård er en fredet bygning i Storegade i Randers, hvis ældste dele er dateret til 1643. Det er byens største bevarede bindingsværkshus i tre etager, og den består af et forhus, et baghus og et sidehus.

## Historie
Bygningen blev opført af Rådmand Jens Jensen i midten af 1600-tallet, som var en driftig periode i Randers' historie. En inskription på porthammer daterer bygningen til 1643.
En myte fortæller, at Niels Ebbesen slog grev Gerhard ihjel her i 1340, men bygningen blev først opført 303 år senere. En luge på anden sal skal derfor altid stå åbne i bygningen, så greven kan flyve ud.
Mellem 1761 og 1791 blev de tre nordre fag opført som en kopi af de øvrige fag. Sidehuset er sandsynligvis opført samtidig med forhuset. Et sidehus på ti fag i tre stokværks højde er bygget sammen med forhuset. Sidehuset er siden forlænget mod øst.
Et sydehus i den nordlige ende af gården blev tilføjet til Niels Ebbesens Gård i 1700-tallet. I 1891 blev bygningen restaureret, og her blev det nederste tømmer i forhuset udskiftet. Gården har været fredet siden 1918.
Siden 1975 har bygningen været ejet af fonden til Bevarelse af Gamle bygninger i Randers Kommune ejendomme. Fonden udførte en gennemgribende restaurering i 1986-87. i dag findes erhvervslejemål i stueetagen, og boliger i første stokværk.

## Beskrivelse
Bygningen er i tre stokværk og opført i bindingsværk i renæssancestil. Sidehuset er ligeledes i tre stokværk. Mellem hver etage er der udkragning støttet af knægte.
Over porten er skrevet Herre jeg tror paa dig. Lad mig aldrig beskemmis. Frels mig ved din retferdighed. Bøy dine øren til mig hielp mig ver for mig en sterck kleppe og fast slaat at hielpe mig. 1643. Jens Jensøn. Marren Jensdatter.